# Thiều (họ)
Thiều là một họ của người ở vùng văn hóa Đông Á. Họ này có mặt ở Việt Nam, Trung Quốc (chữ Hán: 韶, Bính âm: Sháo), và Triều Tiên (Hangul:서, Hanja: 韶, Romaja quốc ngữ: Seo). 
Một số dân tộc thiểu số ở Việt Nam có họ Thiều nhưng thường ghi theo chuyển âm là Thào.

## Họ Thiều ở Trung Quốc
Họ Thiều xếp thứ 260 trong danh sách Bách gia tính, hiện nay họ này rất hiếm gặp ở Trung Quốc, chủ yếu sống tại Bắc Kinh và Thẩm Dương. Họ Thiều có nguồn gốc từ Thiều Châu, nay là thành phố Thiều Quan, tỉnh Quảng Đông, Trung Quốc.

## Họ Thiều ở Việt Nam